# George Milles-Lade (2e comte Sondes)
George Edward Milles-Lade, 2e comte Sondes (11 mai 1861 - 1er octobre 1907), titré vicomte Throwley de 1880 à 1894, est un aristocrate anglais et joueur de cricket amateur.

## Biographie
Il est né à Lees Court à Sheldwich au sud de Faversham dans le Kent en 1861 et est le fils aîné de George Milles (1er comte Sondes). Il lui succède en tant que 2e comte en septembre 1894.
Formé au Collège d'Eton et Magdalene College, Cambridge, Milles-Lade est dans l'équipe de cricket d'Eton en 1879 et 1880,. En 1882, il fait ses débuts au cricket de première classe pour le Kent County Cricket Club contre le Yorkshire à Sheffield, le premier des six matchs qu'il joue pour le comté, faisant quatre apparitions en 1882 et deux en 1884. Il joue régulièrement dans des clubs de cricket pour des équipes telles que I Zingari et Band of Brothers, un club étroitement associé au Kent. Il est élu président du club du comté en 1891 et, la même année, effectue une tournée en Amérique du Nord avec Lord Hawke, jouant dans les deux matchs de première classe lors de la tournée contre les Gentlemen of Philadelphia,.
Le frère de Milles-Lade, Henry Milles, joue également occasionnellement pour Kent ainsi que sur la tournée américaine de Lord Hawke. Son père est également un passionné de cricket, jouant dans un seul match de première classe pour les Gentlemen of Kent en 1849. La famille est étroitement associée au cricket du Kent tout au long du XIXe siècle.

## Service militaire et mort
Milles-Lade sert dans la seconde guerre des Boers avec le Royal East Kent Yeomanry où il est blessé par balle. Sa santé est affaiblie en raison d'une pleurésie contractée à la suite de la blessure et il doit subir des opérations répétées. Il est décédé à l'âge de 46 ans d'une insuffisance cardiaque à la suite d'une opération en octobre 1907,,. Il n'est pas marié et il est remplacé comme comte Sondes par son frère Lewis Arthur Milles, 3e comte Sondes.